# Марино (Италия)
Вижте пояснителната страница за други значения на Марино.
За италианския поет вижте Джамбатиста Марино.
Марѝно (на италиански: Marino) е град и община в Централна Италия.

## География
Град Марино е в провинция Рим на регион Лацио. Разположен е на 360 m надморска височина в областта Кастели романи близо до град Рим. Населението му е 39 976 жители към 2010 г.

## Личности родени в Марино
- Витория Колона (1492-1547), поетеса